# Grammonota maritima
Grammonota maritima är en spindelart som beskrevs av James Henry Emerton 1925. Grammonota maritima ingår i släktet Grammonota och familjen täckvävarspindlar. Inga underarter finns listade i Catalogue of Life.